# Paranaphoidea nigriclava
Paranaphoidea nigriclava är en stekelart som beskrevs av Girault 1915. Paranaphoidea nigriclava ingår i släktet Paranaphoidea och familjen dvärgsteklar. Inga underarter finns listade i Catalogue of Life.